# Samantha Power

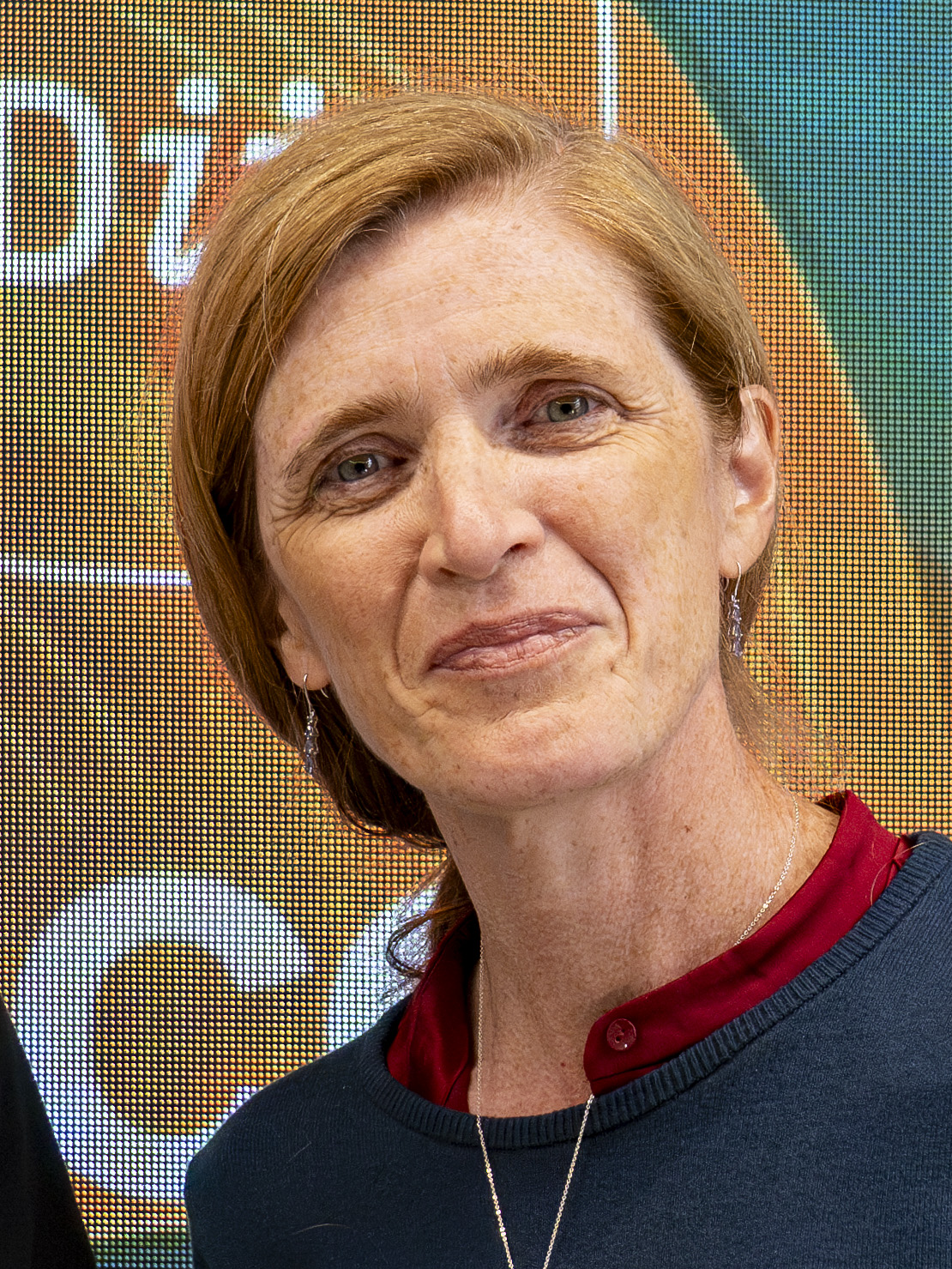
Samantha Power (2024).

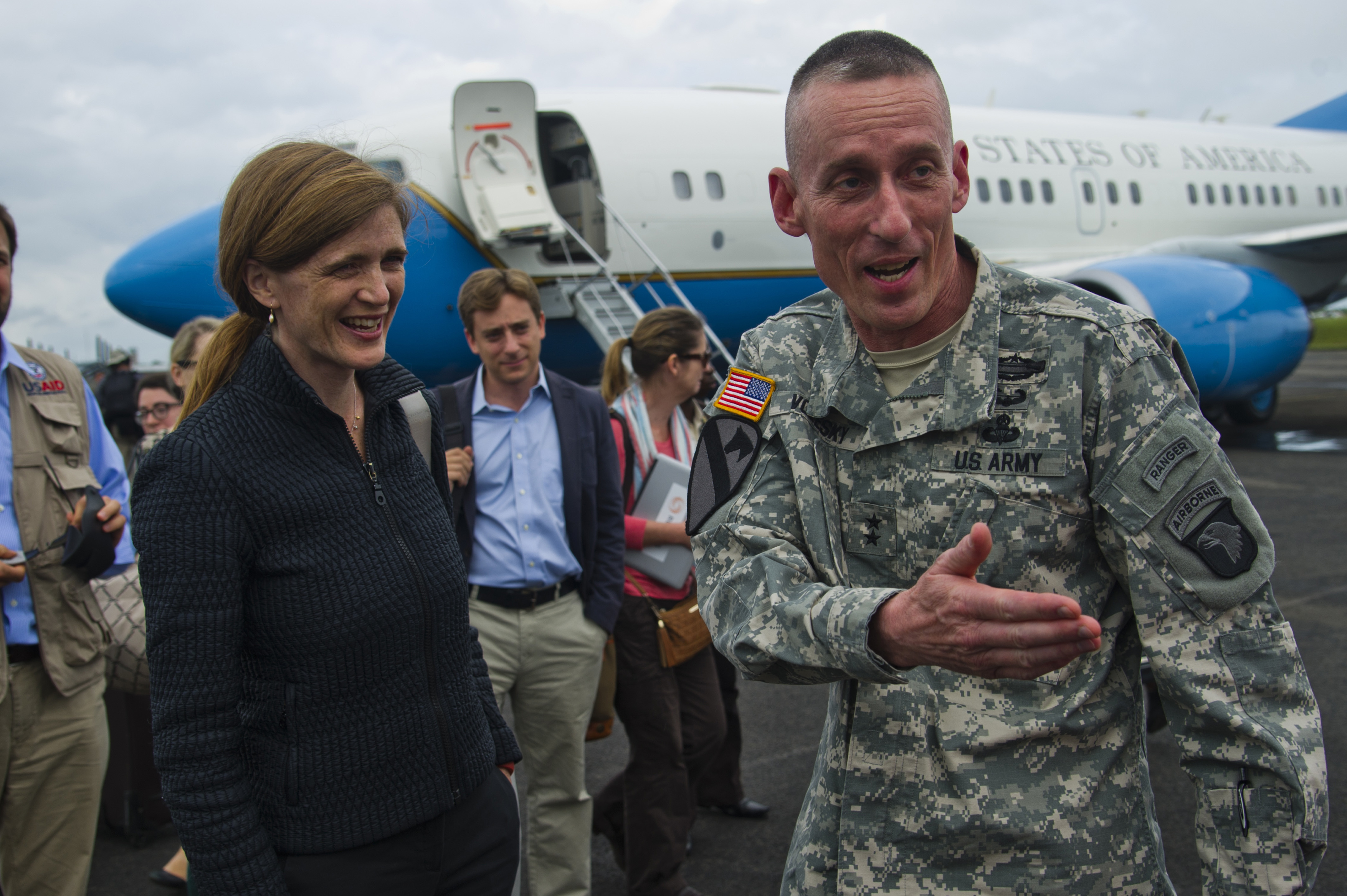
Power bei ihrem Liberia-Besuch während der Ebolafieber-Epidemie 2014

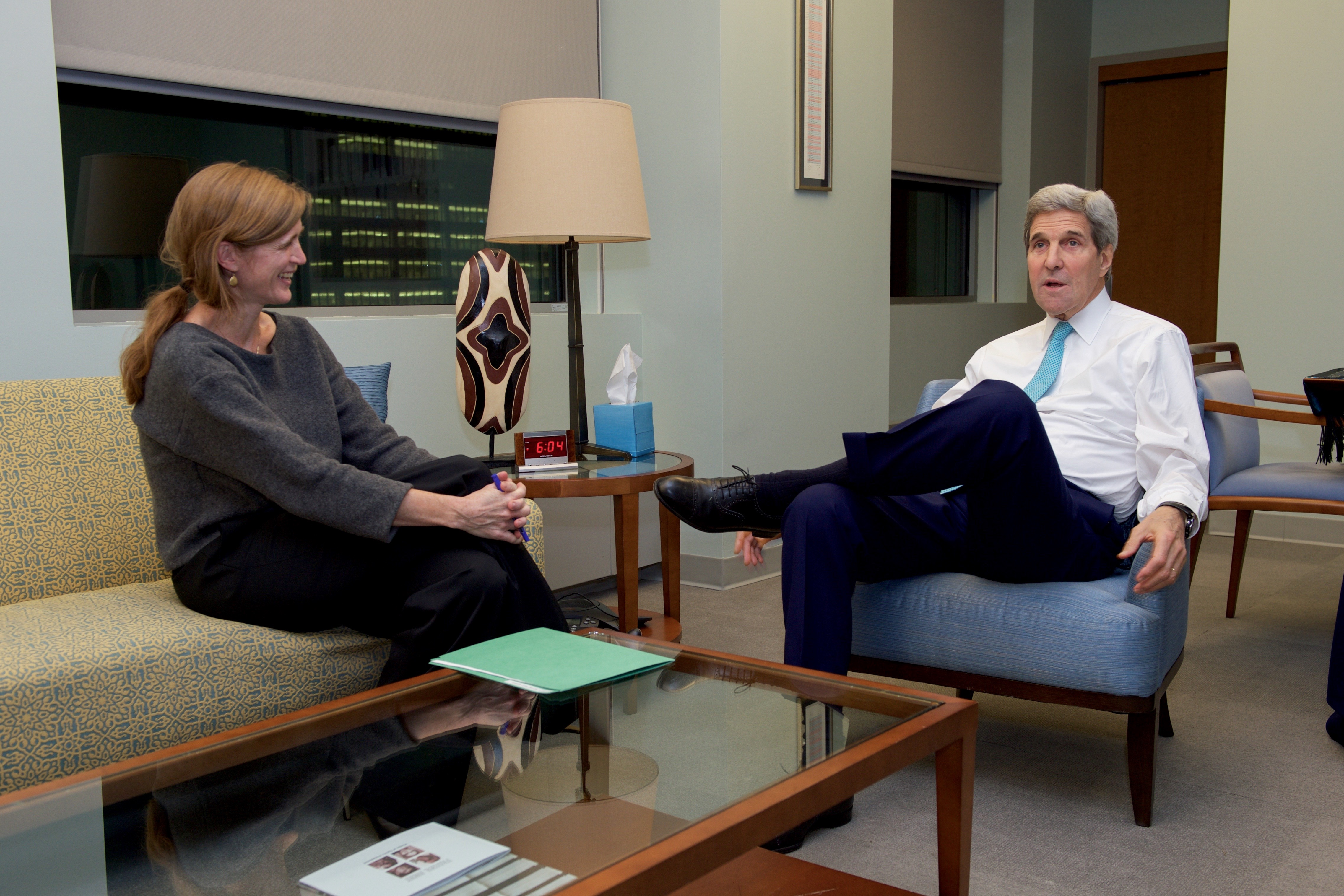
Power mit dem damaligen US-Außenminister John Kerry in New York City (2015)

Samantha Power (* 21. September 1970 in London) ist eine irisch-amerikanische Journalistin, Autorin und Wissenschaftlerin. Sie war vom 2. August 2013 bis zum 20. Januar 2017 Botschafterin der Vereinigten Staaten bei den Vereinten Nationen. Vom 3. Mai 2021 bis 20. Januar 2025 war sie Direktorin der U.S. Agency For International Development.

## Werdegang
Samantha Power ist die Tochter irischer Eltern, der Ärztin Vera Delaney und des Zahnarztes Jim Power. Sie wuchs in Dublin auf, bevor sie im September 1979 mit ihrer Mutter und deren neuem Lebensgefährten nach Pittsburgh zog. Später zog sie mit den beiden und ihrem Bruder Stephen von Pittsburgh nach Atlanta, Georgia.
Sie besuchte die Lakeside High School in Atlanta, Georgia, wo sie Mitglied der Cross-Country-Mannschaft und der Basketballmannschaft war. 
Anschließend erhielt sie 1992 ihren B.A.-Abschluss an der Yale University, wo sie Mitglied der Aurelian Honor Society war, und ihren Abschluss an der Harvard Law School. 1993, im Alter von 23 Jahren, wurde sie amerikanische Staatsbürgerin. Power arbeitete zunächst als Journalistin und berichtete aus Bosnien und Herzegowina, Osttimor, Ruanda, Sudan und Simbabwe.
2006 wurde Power die erste Anna Lindh Professor of Practice of Global Leadership and Public Policy des neugegründeten Carr Center for Human Rights Policy der Harvard University. Im Herbst 2007 begann sie, eine regelmäßige Kolumne für das Time Magazine zu scheiben.
Von 2009 bis 2013 arbeitete Power als Sonderassistentin von US-Präsident Barack Obama im Nationalen Sicherheitsrat und als Senior Director für multilaterale Angelegenheiten und Menschenrechte. Am 5. Juni 2013 wurde Power von Präsident Obama als Ständige Vertreterin der Vereinigten Staaten bei den Vereinten Nationen nominiert. Nach ihrer Bestätigung durch den US-Senat trat sie am 2. August die Nachfolge von Susan E. Rice an und übte dieses Amt bis zum 20. Januar 2017 aus.
Am 13. Januar 2021 wurde Power von Joe Biden als Leiterin der U.S. Agency For International Development nominiert. Am 3. Mai 2021 wurde sie von US-Vizepräsidentin Kamala Harris vereidigt. Am 20. Januar 2025 endete ihre Amtszeit.

## Ehrungen und Privates

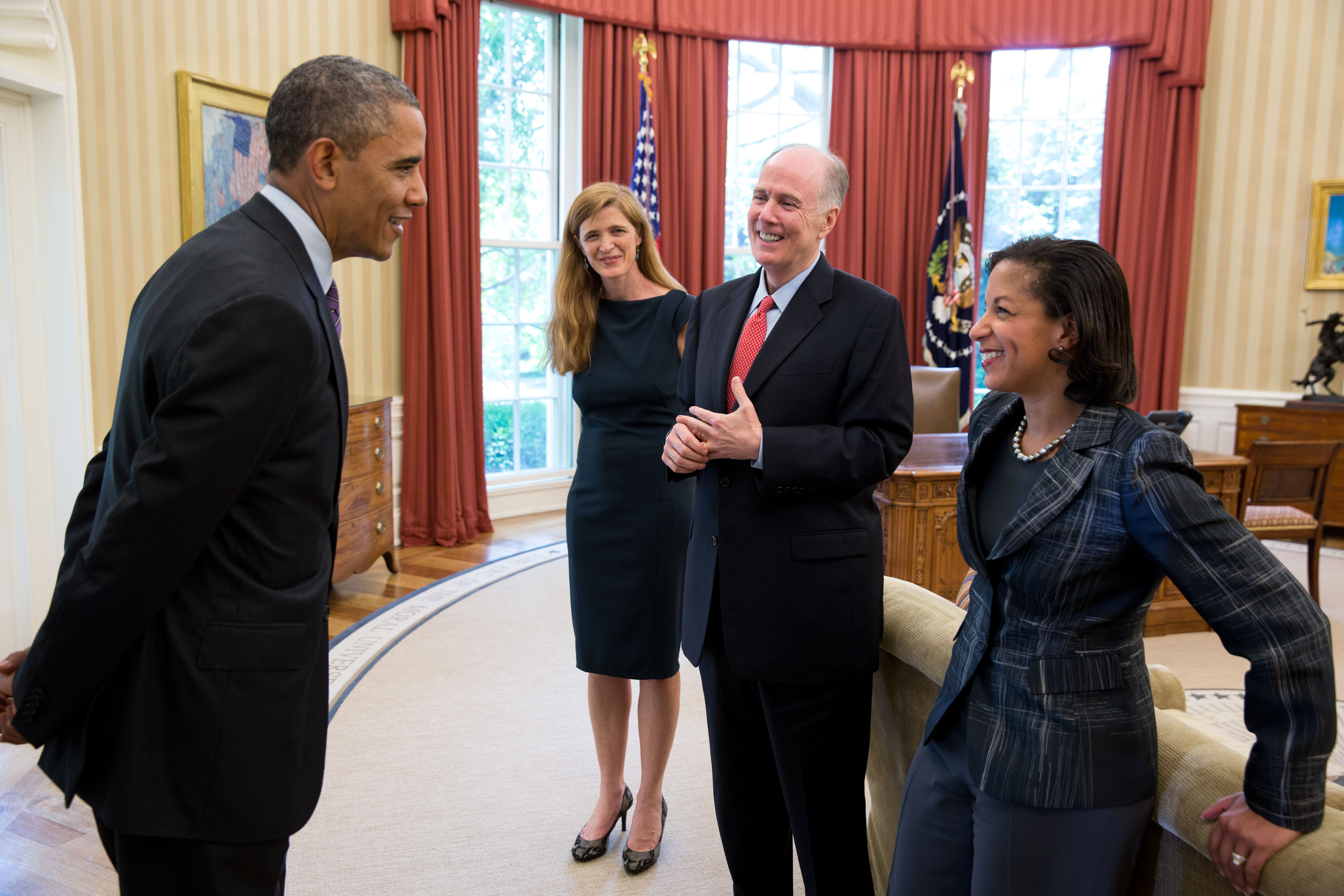
Barack Obama, Samantha Power, Tom Donilon und Susan Rice

Power ist seit 2008 mit dem Harvard-Professor Cass Sunstein verheiratet.
2003 gewann Power den Pulitzer-Preis für ihr Buch A Problem from Hell: America and the Age of Genocide, für das sie auch den Anisfield-Wolf Book Award erhielt. Für das Jahr 2004 wurde sie vom Time Magazine zu einer der 100 einflussreichsten Personen der Welt erklärt. Am 8. Juni 2016 wurde Power in Berlin für ihren Einsatz um die transatlantischen Beziehungen der Henry-A.-Kissinger-Preis verliehen.

## Preisgekrönte Bücher
- “A Problem from Hell”. America and the Age of Genocide. Basic Books, New York 2013, ISBN 978-0-465-06150-1 (Erstausgabe 2002 bei HarperCollins)[12]
- Chasing the Flame. Sergio Vieira de Mello and the Fight to Save the World. Penguin Books, London 2008, ISBN 978-1-59420-128-8.

## Werke
- The Education of an Idealist. William Collins, London 2019, ISBN 978-0-00-827490-0.